# Deutscher Architektur- und Industrie-Verlag
Der Deutsche Architektur- und Industrie-Verlag, kurz DARI oder auch Dari-Verlag genannt, war ein in Berlin-Halensee ansässiger Verlag, der von 1919 bis 1932/1933 in mehreren Reihen und verschiedenen Einzeltiteln insgesamt 166 anzeigenfinanzierte Sammelwerke zu Städten und Kreisen, Landschaften oder Verkehrsthemen publizierte. Die Bücher erschienen zum Teil in mehreren Auflagen. Besondere Bekanntheit erlangte die 141 Einzeltitel umfassende Reihe Deutschlands Städtebau, von denen einzelne inzwischen als Reprint erneut aufgelegt wurden.
Der DARI-Verlag veröffentlichte zahlreiche Eigendarstellungen von Kommunen, aber auch Kommunalgrenzen übergreifend zu Regionen wie beispielsweise Ruhrland von 1925, bei dem der Verband Deutscher Architekten- und Ingenieurvereine (AIV) als Auftraggeber fungierte oder die Ausgaben Regierungsbezirk Düsseldorf (in zwei Bänden) und Altmärkische Städtebilder von 1931. Als letzte Ausgaben der Städtebau-Reihe erschienen 1931 die Bände Torgau und Regierungsbezirk Potsdam. Die inflationäre Ausbreitung von werbefinanzierten Stadtdarstellungen, mit denen Kommunalpolitik und Stadtverwaltung ihre Stadt eigenständig publizistisch ins rechte Licht rücken wollten und der nicht bezifferbare Wert der teils mehrseitigen Anzeigen der Unternehmen, in Verbindung mit den mitunter fragwürdigen Geschäftspraktiken der Verlage, rief schließlich gegen Ende der 1920er Jahre Wirtschaftsverbände wie Reichsministerien auf den Plan. Die Weltwirtschaftskrise ließ schließlich die Reklameverlage und somit ihre Reihen einbrechen. In der Folge ging der DARI-Verlag 1931/1932 in die Insolvenz. Noch vorhandene Restbestände waren ab 1933 kaum noch absetzbar. Der Beginn des „Dritten Reichs“ unter den nun herrschenden Nationalsozialisten ging mit einer Distanzierung von der Systemzeit seitens der nun unter einer neuen Führung stehenden Stadt- und Kommunalverwaltungen einher.

## Louis Benjamin
Nach den Adressbüchern der Jahre 1919 bis 1933 der Stadt Berlin war seit Gründung 1919 bis 1928/1929 der jüdische Verlagsbuchhändler Louis Benjamin Eigentümer und Leiter des Verlags, der nach den Adressbucheinträgen bis um 1925 auch seinen Namen mitführte: „Dari“ Deutsche Architektur- und Industrie-Verlag Louis Benjamin.
Die Berliner Adressbücher nennen 1919 weder Louis Benjamin selbst, noch den Verlag. Erst 1920 werden beide unter einer Anschrift geführt. Im Folgejahr wurde die zweite Etage des Hauses Hektorstraße 6 in Wilmersdorf bezogen, von der aus fortan der Verlag geführt wurde und unter der auch Benjamin seine Wohnung nahm. Der Anschrift wurde immer hinzugesetzt: „Post Halensee“. Um 1927 erfolgte augenscheinlich eine Umbenennung in „Dari-Verlag GmbH“. Benjamin selbst wird in den Berliner Adressbüchern nur bis 1925 bereits im Namenseintrag auch als Eigentümer geführt. In den Folgejahren residierten der Verlag und Benjamin weiterhin unter einer Adresse bis zur Ausgabe für das Jahr 1929. Der Verlag hatte 1930 und 1931 eine neue Anschrift, ab 1932 blieb er ohne Eintrag. Benjamin hingegen wohnte auch 1933 noch in der Wilmersdorfer Hektorstraße. Das Adressbuch von 1934 weist für ihn jedoch keinen Eintrag mehr auf.
Als 1994 der Kölner J.P. Bachem Verlag einen Nachdruck der 1926 erschienenen 3. Auflage der Kölner Ausgabe aus der Reihe Deutschlands Städtebau auflegte, dankte der damalige Vorsitzende des AIV Köln, Karlernst Vetter, in seinem Vorwort dem J. P. Bachem Verlag und dem für die Herausgabe seitens des AIV eingesetzten Koordinators Heribert Hall „für die Beharrlichkeit und Geduld bei den Verhandlungen mit dem Ursprungsverlag, der mehr per Zufall als noch oder wieder existent entdeckt wurde.“ Und Hall selbst sprach bei gleicher Gelegenheit Manfred Wandtke als Gesellschafter der DARI-Verlag GmbH & Co. seinen Dank aus.

## Publikationsreihen

### Deutschlands Städtebau
141 Titel konnte der DARI-Verlag von 1919 bis 1931 in dieser Reihe publizieren. Der Band zur Stadt Harburg sollte 1923 bereits der 75. sein. Einige erschienen in zweiter oder auch dritter Auflage, so Aachen und Köln. In welcher Auflagenhöhe sie gedruckt wurden, ist nicht überliefert. Je nach Einwohnerstärke der Kommune ist es realistisch von 3.000 bis 10.000 Exemplaren auszugehen, mit der dritten Auflage von 1926 erschien der Kölner Titel in einer Gesamtauflage von 30.000. Während der DARI-Verlag zu Köln im Folgejahr noch eine Festschrift anlässlich des dortigen Deutschen Architekten- und Ingenieurstages veröffentlichte und somit vier Werke zu der von Konrad Adenauer geführten Stadt herausgab, erschienen zu Berlin, Frankfurt am Main und München keine Ausgaben. Wohl aber zu zahlreichen kleineren Kommunen oder Landkreisen, wie Bamberg oder Wernigerode (beide in zwei Auflagen). Dies entsprach dem gesteckten Ziel, einen Querschnitt durch die Republik vorzustellen. Der Vertrieb erfolgte zwar auch über den regulären Buchhandel, zu einem nicht geringen Teil aber auf dem Weg als Werbegeschenk seitens der herausgebenden Kommunen. Insbesondere auch die beigebundenen unpaginierten Werbeblöcke, die ein Buch im Buch bilden, sind in Verbindung mit den Unternehmenschroniken und Bebilderungen heute aus wirtschaftsgeschichtlicher Sicht von Belang. In ihrer Gesamtheit stellen die Bücher der Reihe vielfach die einzigen architektur- und wirtschaftsgeschichtlichen Darstellungen der 1920er Jahre zu den porträtierten Kommunen dar.
Zur gleichen Zeit konkurrierten mit dieser Schriftenreihe des DARI-Verlags die im Deutschen Kommunal-Verlag (DKV) verlegten „Monographien deutscher Städte“ (bis 1930 in 40 Bände erschienen) und die bei der Deutschen Verlags-AG in Berlin-Schöneberg publizierte Reihe „Deutsche Stadt – Deutsches Land“ (14). Eine ähnliche Konzeption hinsichtlich der Verbindung aus Stadtporträt und Selbstfinanzierung durch Wirtschaftswerbung verfolgte der Kunst- und Industrie-Verlag O. Hinderer aus Stuttgart („Deutsche Städte“) und Burkhard in Berlin („Die Stadt. Monographien entwicklungsfähiger Städte.“). Weitere Verlage konzentrierten sich auf Architektenmonografien, wie der Verlag Friedrich Ernst Hübsch in Berlin (Neue Werkkunst, 120 Ausgaben), der parallel auch die Reihe Neue Stadtbaukunst (20 ausgaben) herausgab.
Nach dem Zweiten Weltkrieg gab der Länderdienst Verlag, der zunächst in Brilon und Basel, danach in Berlin und zuletzt in München seinen Sitz hatte, unter dem Titel „Deutschlands Städtebau, Kommunal- und Volkswirtschaft“ bis in die 1980er Jahre in ähnlicher Aufmachung eine Publikationsreihe heraus. Doch gab es auch zu dieser Zeit weitere Unternehmen, die im gleichen Spektrum veröffentlichten. Ihre Produkte verharrten jedoch vielfach auf dem Niveau von Reklamepublikationen, an die Stadtdarstellungen des DARI-Verlags reichten sie nicht heran.

„In der Rückschau jedenfalls erweist sich Deutschlands Städtebau aus dem DARI-Verlag als umfangreichste und gehaltvollste Reihe dieser Gattung.“

### Deutscher Landbau
Von 1920 bis 1931 erschien in insgesamt neun Teilbänden und teils mehreren Auflagen die Reihe Deutscher Landbau. Sie thematisierte unterschiedliche Agrarregionen von Baden über Hessen, Niedersachsen, Brandenburg und Pommern bis Niederschlesien. Dabei standen neben der Darstellung der Landschaft, ihrer Geschichte und der vorkommenden Architektur der Heimatschutz, die Erhaltung des überkommenen Landschaftsbildes, im Vordergrund.

### Städtebau–Volkswirtschaft Europas. Die Tschechoslowakische Republik
Die wohl breiter angelegte Reihe blieb letztlich in ihren acht erschienenen Teilbänden auf den deutschsprachigen Bereich der Tschechoslowakischen Republik beschränkt. 1927 erschien ein Band zur Stadt Karlsbad. Es folgte 1928 Bratislava, 1929 Pilsen, 1930 Mährisch Ostrau und das Ostrau-Karwiner Steinkohlenrevier, 1931 Olmütz und 1932 Znaim und Umgebung. 1933 schlossen die Ausgaben Riesengebirge und Hohenelbe (Festschrift zur Vierhundertjahrfeier der freien Bergstadt 1533–1933) die Reihe verlagstechnisch ab.

### Verkehrsbücher
In dieser Reihe erschien letztlich nur der Band Rhein-Donau-Verkehrsbuch, Ein verkehrswirtschaftliches und wasserbautechnisches Handbuch über den Ausbau der Rhein-Donau-Wasserstraße von der Nordsee bis zum Schwarzen Meer (1926).

### Weitere Titel
Neben einer Schrift über die Kraftwerksbauten der AEG, aus der Frühzeit des Verlags (um 1921), sind unter den sieben außerhalb der zuvor genannten Reihen erschienenen Publikationen neben den beiden Titeln zu den Technischen Hochschulen in Danzig (1930) und Braunschweig (1931) zwei im Besonderen zu erwähnen. Dies sind die Festschriften zu den Deutschen Architekten- und Ingenieurstagen der Jahre 1927 in Köln und 1928 in Ludwigshafen.